# Star Trek (Literarische Fortsetzung nach Nemesis)
Dieser Artikel gibt einen Überblick über diejenigen, im fiktiven Star-Trek-Universum handelnden Romane, die in der Zeit nach der Handlung des Kinofilms Star Trek: Nemesis spielen. Die Romane erschienen in verschiedenen Romanreihen und Miniserien, darunter  The Next Generation und Star Trek: Destiny. Ein Teil von ihnen spielt vor dem Hintergrund einer roman- und reihenübergreifenden Rahmenhandlung beziehungsweise bildet Crossover. Bei diesem Teil handelt es sich im Wesentlichen um diejenigen Bände, deren Handlung in den fiktiven Alpha- und Beta-Quadranten der Milchstraße angesiedelt ist. Der andere Teil der Romane verfolgt hingegen eine davon weitgehend unabhängige Handlung.
Haupthandlungszeit ist das späte 24. Jahrhundert, beginnend im Jahr 2379. Die Vereinte Föderation der Planeten ist zunächst mit einem Konflikt konfrontiert, der in der Spaltung des romulanischen Reichs in zwei verfeindete Staaten besteht. Etwas später, im Jahr 2381, kommt es zu einer Invasion tausender Borg-Kuben in die Gebiete der Föderation und benachbarter Mächte. Dadurch sterben in diesen Gebieten über 60 Milliarden Individuen und werden etliche Raumschiffe, Raumstationen und Planeten zerstört. Als eine Folge der dadurch veränderten politischen Situation entsteht das Sechs-Mächte-Bündnis „Typhon-Pakt“ als Opposition zur Föderation und deren Verbündeten. Im Rahmen dieses Konfliktes kommt es auch zur Zerstörung der Raumstation Deep Space Nine und zur Ermordung wichtiger Amtsträger.
In vielen Romanen werden Elemente aus den zuvor erschienenen Star-Trek-Fernsehserien, -Kinofilmen und -Romanen adaptiert beziehungsweise wiederverwertet; es werden aber auch neue Spezies und Bündnisse eingeführt.
Seit 2005 erschienen auf Englisch bei Pocket Books und teilweise anderen Imprints der Verlagsgruppe Simon & Schuster über 80 Bände. Mindestens 50 davon veröffentlichte der deutsche Verlag Cross Cult bereits auf Deutsch.

## Überblick über Romane und Romanreihen
In Anlehnung an das Buch von Ayers (2006) wird zwischen Hauptreihen und Miniserien unterschieden. Eine Hauptreihe ist in der Regel – äquivalent zu den Star-Trek-Fernsehserien – nur auf eine Besatzung eines Raumschiffs oder einer Raumstation konzentriert, während bestimmte Romane und Miniserien, die nicht in solchen Hauptreihen erschienen sind, meist auf mehrere Crews oder andere Personen fokussiert sind und insofern meist hauptreihenübergreifende Crossover bilden.

### Hauptreihen
- Star Trek: The Next Generation (bislang 17 Romane, davon 15 auch auf Deutsch)

| \| Sprache \| Englisch \| Englisch \| Englisch \| \| Deutsch \| Deutsch \| Deutsch \| Deutsch \| \| \| \| Verlag \| Pocket Books, Gallery Books \| Pocket Books, Gallery Books \| Pocket Books, Gallery Books \| \| Cross Cult \| Cross Cult \| Cross Cult \| Cross Cult \| \| \| \| Autor \| Titel \| Veröff. \| Miniserie \| NiM \| Nr. \| Titel \| Veröff. \| Miniserie \| Jahr der Handlung \| Bemerkung \| \| ---------------------- \| ---------------------------- \| --------------------------- \| --------------------------- \| --- \| ---------- \| ---------------------------------- \| ---------- \| ---------------- \| ----------------- \| ------------------------------------------------------------------------------------ \| \| Michael Jan Friedman \| Death in Winter \| Sep. 2005 \| \| \| 1 \| Tod im Winter \| Sep. 2009 \| \| 2379 \| \| \| J. M. Dillard \| Resistance \| Aug. 2007 \| \| \| 2 \| Widerstand \| Nov. 2009 \| \| 2380 \| \| \| Keith R. A. DeCandido \| Q & A \| Sep. 2007 \| \| \| 3 \| Quintessenz \| Jan. 2010 \| \| 2380 \| \| \| Peter David \| Before Dishonor \| Nov. 2007 \| \| \| 4 \| Heldentod \| März 2010 \| \| 2380 \| \| \| Christopher L. Bennett \| Greater than the Sum \| Juli 2008 \| \| \| 5 \| Mehr als die Summe \| Mai 2010 \| \| 2380/81 \| \| \| William Leisner \| Losing the Peace \| Juni 2009 \| \| \| 6 \| Den Frieden verlieren \| März 2011 \| \| 2381 \| \| \| David A. McIntee \| Indistinguishable From Magic \| März 2011 \| \| \| 7 \| Von Magie nicht zu unterscheiden \| Dez. 2013 \| \| 2383 \| \| \| David Mack \| The Persistence of Memory \| Okt. 2012 \| Cold Equations \| 1 \| 8 \| Die Beständigkeit der Erinnerung \| Juni 2015 \| Kalte Berechnung \| 2384 u. a. \| \| \| David Mack \| Silent Weapons \| Nov. 2012 \| Cold Equations \| 2 \| 9 \| Lautlose Waffen \| Juli 2015 \| Kalte Berechnung \| 2384 \| \| \| David Mack \| The Body Electric \| Dez. 2012 \| Cold Equations \| 3 \| 10 \| Diabolus ex Machina \| Aug. 2015 \| Kalte Berechnung \| 2384 \| \| \| James Swallow \| The Stuff of Dreams \| März 2013 \| \| \| \| Der Stoff, aus dem die Träume sind \| Dez. 2016 \| \| 2384 \| Einzeln nur als E-Book. Gedruckt auch als Teil des Bandes 3 Captains, 3 Geschichten. \| \| Jeffrey Lang \| The Light Fantastic \| Juni 2014 \| \| \| 11 \| Das Licht der Fantasie \| Mai 2016 \| \| 2385 \| \| \| Rudy Josephs \| Q are Cordially Uninvited \| Okt. 2014 \| \| \| \| Q sind herzlich ausgeladen \| Feb. 2017 \| \| 2380 \| Nur als E-Book. \| \| John Jackson Miller \| Takedown \| Feb. 2015 \| \| \| 12 \| Jagd \| März 2017 \| \| 2386 \| \| \| Dayton Ward \| Armageddon’s Arrow \| Juni 2015 \| \| \| 13 \| Der Pfeil des Schicksals \| Juni 2017 \| \| 2386 \| \| \| Dayton Ward \| Headlong Flight \| Feb. 2017 \| \| \| 14 \| Absturz \| Mai 2019 \| \| 2386 \| \| \| Dayton Ward \| Hearts and Minds \| Mai 2017 \| \| \| 15 \| Herz und Verstand \| Dez. 2019 \| \| 2386 \| \| \| Dayton Ward \| Available Light \| Apr. 2019 \| \| \| 16 \| Vorhandenes Licht \| Sep. 2020 \| \| 2386 \| \| \| David Mack \| Collateral Damage \| Okt. 2019 \| \| \| 17 \| Kollateralschaden \| Okt. 2020 \| \| 2387 \| \| |                              |                             |                             |     |            |                                    |            |                  |                   |                                                                                      |
| Sprache | Englisch                     | Englisch                    | Englisch                    |     | Deutsch    | Deutsch                            | Deutsch    | Deutsch          |                   |                                                                                      |
| Verlag | Pocket Books, Gallery Books  | Pocket Books, Gallery Books | Pocket Books, Gallery Books |     | Cross Cult | Cross Cult                         | Cross Cult | Cross Cult       |                   |                                                                                      |
| Autor | Titel                        | Veröff.                     | Miniserie                   | NiM | Nr.        | Titel                              | Veröff.    | Miniserie        | Jahr der Handlung | Bemerkung                                                                            |
| Michael Jan Friedman | Death in Winter              | Sep. 2005                   |                             |     | 1          | Tod im Winter                      | Sep. 2009  |                  | 2379              |                                                                                      |
| J. M. Dillard | Resistance                   | Aug. 2007                   |                             |     | 2          | Widerstand                         | Nov. 2009  |                  | 2380              |                                                                                      |
| Keith R. A. DeCandido | Q & A                        | Sep. 2007                   |                             |     | 3          | Quintessenz                        | Jan. 2010  |                  | 2380              |                                                                                      |
| Peter David | Before Dishonor              | Nov. 2007                   |                             |     | 4          | Heldentod                          | März 2010  |                  | 2380              |                                                                                      |
| Christopher L. Bennett | Greater than the Sum         | Juli 2008                   |                             |     | 5          | Mehr als die Summe                 | Mai 2010   |                  | 2380/81           |                                                                                      |
| William Leisner | Losing the Peace             | Juni 2009                   |                             |     | 6          | Den Frieden verlieren              | März 2011  |                  | 2381              |                                                                                      |
| David A. McIntee | Indistinguishable From Magic | März 2011                   |                             |     | 7          | Von Magie nicht zu unterscheiden   | Dez. 2013  |                  | 2383              |                                                                                      |
| David Mack | The Persistence of Memory    | Okt. 2012                   | Cold Equations              | 1   | 8          | Die Beständigkeit der Erinnerung   | Juni 2015  | Kalte Berechnung | 2384 u. a.        |                                                                                      |
| David Mack | Silent Weapons               | Nov. 2012                   | Cold Equations              | 2   | 9          | Lautlose Waffen                    | Juli 2015  | Kalte Berechnung | 2384              |                                                                                      |
| David Mack | The Body Electric            | Dez. 2012                   | Cold Equations              | 3   | 10         | Diabolus ex Machina                | Aug. 2015  | Kalte Berechnung | 2384              |                                                                                      |
| James Swallow | The Stuff of Dreams          | März 2013                   |                             |     |            | Der Stoff, aus dem die Träume sind | Dez. 2016  |                  | 2384              | Einzeln nur als E-Book. Gedruckt auch als Teil des Bandes 3 Captains, 3 Geschichten. |
| Jeffrey Lang | The Light Fantastic          | Juni 2014                   |                             |     | 11         | Das Licht der Fantasie             | Mai 2016   |                  | 2385              |                                                                                      |
| Rudy Josephs | Q are Cordially Uninvited    | Okt. 2014                   |                             |     |            | Q sind herzlich ausgeladen         | Feb. 2017  |                  | 2380              | Nur als E-Book.                                                                      |
| John Jackson Miller | Takedown                     | Feb. 2015                   |                             |     | 12         | Jagd                               | März 2017  |                  | 2386              |                                                                                      |
| Dayton Ward | Armageddon’s Arrow           | Juni 2015                   |                             |     | 13         | Der Pfeil des Schicksals           | Juni 2017  |                  | 2386              |                                                                                      |
| Dayton Ward | Headlong Flight              | Feb. 2017                   |                             |     | 14         | Absturz                            | Mai 2019   |                  | 2386              |                                                                                      |
| Dayton Ward | Hearts and Minds             | Mai 2017                    |                             |     | 15         | Herz und Verstand                  | Dez. 2019  |                  | 2386              |                                                                                      |
| Dayton Ward | Available Light              | Apr. 2019                   |                             |     | 16         | Vorhandenes Licht                  | Sep. 2020  |                  | 2386              |                                                                                      |
| David Mack | Collateral Damage            | Okt. 2019                   |                             |     | 17         | Kollateralschaden                  | Okt. 2020  |                  | 2387              |                                                                                      |

- Star Trek: Deep Space Nine (bislang 10 Romane, davon 2 auch auf Deutsch)

| \| Sprache \| Englisch \| Englisch \| Deutsch \| Deutsch \| \| \| \| Verlag \| Pocket Books \| Pocket Books \| Cross Cult \| Cross Cult \| \| \| \| Autor(en) \| Titel \| Veröff. \| Titel \| Veröff. \| Jahr der Handlung \| Bemerkung \| \| -------------------------------- \| ------------------------------- \| ------------ \| --------------------- \| ---------- \| ----------------- \| --------------- \| \| Paula M. Block, Terry J. Erdmann \| Lust’s Latinum Lost (and Found) \| Sep. 2014 \| \| \| 2385 \| Nur als E-Book. \| \| Una McCormack \| The Missing \| Jan. 2015 \| Misstrauen \| Jan. 2017 \| 2385 \| \| \| David R. George III. \| Sacraments of Fire \| Juli 2015 \| Sakramente des Feuers \| Sep. 2017 \| 2385 \| \| \| David R. George III. \| Ascendance \| Jan. 2016 \| Vorherrschaft \| März 2018 \| 2385/86 \| \| \| Jeffrey Lang \| Force and Motion \| Juni 2016 \| \| \| 2386 \| \| \| Paula M. Block, Terry J. Erdmann \| The Rules of Accusation \| Juli 2016 \| \| \| 2385 \| Nur als E-Book. \| \| David R. George III. \| The Long Mirage \| März 2017 \| \| \| 2386 \| \| \| Una McCormack \| Enigma Tales \| Juni 2017 \| \| \| \| \| |                                 |              |                       |            |                   |                 |
| Sprache | Englisch                        | Englisch     | Deutsch               | Deutsch    |                   |                 |
| Verlag | Pocket Books                    | Pocket Books | Cross Cult            | Cross Cult |                   |                 |
| Autor(en) | Titel                           | Veröff.      | Titel                 | Veröff.    | Jahr der Handlung | Bemerkung       |
| Paula M. Block, Terry J. Erdmann | Lust’s Latinum Lost (and Found) | Sep. 2014    |                       |            | 2385              | Nur als E-Book. |
| Una McCormack | The Missing                     | Jan. 2015    | Misstrauen            | Jan. 2017  | 2385              |                 |
| David R. George III. | Sacraments of Fire              | Juli 2015    | Sakramente des Feuers | Sep. 2017  | 2385              |                 |
| David R. George III. | Ascendance                      | Jan. 2016    | Vorherrschaft         | März 2018  | 2385/86           |                 |
| Jeffrey Lang | Force and Motion                | Juni 2016    |                       |            | 2386              |                 |
| Paula M. Block, Terry J. Erdmann | The Rules of Accusation         | Juli 2016    |                       |            | 2385              | Nur als E-Book. |
| David R. George III. | The Long Mirage                 | März 2017    |                       |            | 2386              |                 |
| Una McCormack | Enigma Tales                    | Juni 2017    |                       |            |                   |                 |

- Star Trek: Titan (bislang 10 Romane, davon 9 auch auf Deutsch)

| \| Sprache \| Englisch \| Englisch \| Deutsch \| Deutsch \| Deutsch \| \| \| \| Verlag \| Pocket Books \| Pocket Books \| Cross Cult \| Cross Cult \| Cross Cult \| \| \| \| Autor(en) \| Titel \| Veröff. \| Nr. \| Titel \| Veröff. \| Jahr der Handlung \| Bemerkung \| \| ------------------------------- \| ------------------ \| ------------ \| ---------- \| -------------------- \| ---------- \| ----------------- \| ------------------------------------------------------------------------------------ \| \| Michael A. Martin, Andy Mangels \| Taking Wing \| Apr. 2005 \| 1 \| Eine neue Ära \| Nov. 2008 \| 2379/80 \| \| \| Michael A. Martin, Andy Mangels \| The Red King \| Okt. 2005 \| 2 \| Der Rote König \| März 2009 \| 2380 \| \| \| Christopher L. Bennett \| Orion’s Hounds \| Jan. 2006 \| 3 \| Die Hunde des Orion \| Mai 2009 \| 2380 \| \| \| Geoffrey Thorne \| Sword of Damocles \| Dez. 2007 \| 4 \| Schwert des Damokles \| Aug. 2009 \| 2380 \| \| \| Christopher L. Bennett \| Over a Torrent Sea \| Feb. 2009 \| 5 \| Stürmische See \| Dez. 2010 \| 2381 \| \| \| James Swallow \| Synthesis \| Okt. 2009 \| 6 \| Synthese \| Aug. 2011 \| 2381 \| \| \| Michael A. Martin \| Fallen Gods \| Juli 2012 \| 7 \| Gefallene Götter \| Juli 2014 \| 2382 \| \| \| John Jackson Miller \| Absent Enemies \| Feb. 2014 \| \| Abwesende Feinde \| Juli 2016 \| 2385 \| Einzeln nur als E-Book. Gedruckt auch als Teil des Bandes 3 Captains, 3 Geschichten. \| \| James Swallow \| Sight Unseen \| Okt. 2015 \| \| Aus der Dunkelheit \| Nov. 2017 \| 2386 \| \| \| David Alan Mack \| Fortune of War \| Nov. 2017 \| \| Kriegsglück \| Aug. 2020 \| \| \| |                    |              |            |                      |            |                   |                                                                                      |
| Sprache | Englisch           | Englisch     | Deutsch    | Deutsch              | Deutsch    |                   |                                                                                      |
| Verlag | Pocket Books       | Pocket Books | Cross Cult | Cross Cult           | Cross Cult |                   |                                                                                      |
| Autor(en) | Titel              | Veröff.      | Nr.        | Titel                | Veröff.    | Jahr der Handlung | Bemerkung                                                                            |
| Michael A. Martin, Andy Mangels | Taking Wing        | Apr. 2005    | 1          | Eine neue Ära        | Nov. 2008  | 2379/80           |                                                                                      |
| Michael A. Martin, Andy Mangels | The Red King       | Okt. 2005    | 2          | Der Rote König       | März 2009  | 2380              |                                                                                      |
| Christopher L. Bennett | Orion’s Hounds     | Jan. 2006    | 3          | Die Hunde des Orion  | Mai 2009   | 2380              |                                                                                      |
| Geoffrey Thorne | Sword of Damocles  | Dez. 2007    | 4          | Schwert des Damokles | Aug. 2009  | 2380              |                                                                                      |
| Christopher L. Bennett | Over a Torrent Sea | Feb. 2009    | 5          | Stürmische See       | Dez. 2010  | 2381              |                                                                                      |
| James Swallow | Synthesis          | Okt. 2009    | 6          | Synthese             | Aug. 2011  | 2381              |                                                                                      |
| Michael A. Martin | Fallen Gods        | Juli 2012    | 7          | Gefallene Götter     | Juli 2014  | 2382              |                                                                                      |
| John Jackson Miller | Absent Enemies     | Feb. 2014    |            | Abwesende Feinde     | Juli 2016  | 2385              | Einzeln nur als E-Book. Gedruckt auch als Teil des Bandes 3 Captains, 3 Geschichten. |
| James Swallow | Sight Unseen       | Okt. 2015    |            | Aus der Dunkelheit   | Nov. 2017  | 2386              |                                                                                      |
| David Alan Mack | Fortune of War     | Nov. 2017    |            | Kriegsglück          | Aug. 2020  |                   |                                                                                      |

Romanreihen ohne wesentlichen Bezug zu der reihenübergreifenden Rahmengeschichte:
- Star Trek: Department of Temporal Investigations (bislang 5 Romane)
- Star Trek: Prometheus (3 Romane)
- Star Trek: New Frontier (7 Romane)
- Star Trek: Voyager (bislang 8 Romane)

### Romane außerhalb von Hauptreihen
- Star Trek: Die Gesetze der Föderation (Roman)
- Star Trek: Destiny (3 Romane)
- Star Trek: Einzelschicksale (Roman)
- Star Trek: Typhon Pact (8 Romane)
- Star Trek: The Fall (5 Romane)
- Star Trek: Section 31 (2 Romane)
- Star Trek: Prey (3 Romane)
- Star Trek: Coda (3 Romane)

| \| Sprache \| Englisch \| Englisch \| Englisch \| \| Deutsch \| Deutsch \| Deutsch \| \| \| \| Verlag \| Pocket Books, Gallery Books \| Pocket Books, Gallery Books \| Pocket Books, Gallery Books \| \| Cross Cult \| Cross Cult \| Cross Cult \| \| \| \| Autor \| Titel \| Veröff. \| Miniserie \| NiM \| Titel \| Veröff. \| Miniserie \| Jahr der Handlung \| Bemerkung \| \| ---------------------- \| --------------------------- \| --------------------------- \| --------------------------- \| --- \| -------------------------- \| ---------- \| ----------- \| ----------------- \| --------------- \| \| Keith R. A. DeCandido \| Articles of the Federation \| Mai 2005 \| \| \| Die Gesetze der Föderation \| Juni 2010 \| \| 2380 \| \| \| David Alan Mack \| Gods of Night \| Sep. 2008 \| Destiny \| 1 \| Götter der Nacht \| Juni 2010 \| Destiny \| 2381 \| \| \| David Alan Mack \| Mere Mortals \| Okt. 2008 \| Destiny \| 2 \| Gewöhnliche Sterbliche \| Juli 2010 \| Destiny \| 2381 \| \| \| David Alan Mack \| Lost Souls \| Nov. 2008 \| Destiny \| 3 \| Verlorene Seelen \| Okt. 2010 \| Destiny \| 2381 \| \| \| Keith R. A. DeCandido \| A Singular Destiny \| Jan. 2009 \| \| \| Einzelschicksale \| Okt. 2010 \| \| 2381 \| \| \| David Alan Mack \| Zero Sum Game \| Okt. 2010 \| Typhon Pact \| 1 \| Nullsummenspiel \| Juni 2013 \| Typhon Pact \| 2382 \| \| \| Michael A. Martin \| Seize the Fire \| Nov. 2010 \| Typhon Pact \| 2 \| Feuer \| Juli 2013 \| Typhon Pact \| 2381/82 \| \| \| David R. George III. \| Rough Beasts of Empire \| Dez. 2010 \| Typhon Pact \| 3 \| Bestien \| Aug. 2013 \| Typhon Pact \| 2381/82 \| \| \| Dayton Ward \| Paths of Disharmony \| Jan. 2011 \| Typhon Pact \| 4 \| Zwietracht \| Sep. 2013 \| Typhon Pact \| 2382 \| \| \| Christopher L. Bennett \| The Struggle Within \| Okt. 2011 \| Typhon Pact \| \| Kampf \| Okt. 2013 \| Typhon Pact \| 2382 \| Nur als E-Book. \| \| David R. George III. \| Plagues of Night \| Mai 2012 \| Typhon Pact \| 5 \| Heimsuchung \| März 2014 \| Typhon Pact \| 2382/83 \| \| \| David R. George III. \| Raise the Dawn \| Juni 2012 \| Typhon Pact \| 6 \| Schatten \| Apr. 2014 \| Typhon Pact \| 2383 \| \| \| Una McCormack \| Brinkmanship \| Sep. 2012 \| Typhon Pact \| 7 \| Risiko \| Sep. 2014 \| Typhon Pact \| 2383 \| \| \| David R. George III. \| Revelations and Dust \| Aug. 2013 \| The Fall \| 1 \| Erkenntnisse aus Ruinen \| Sep. 2015 \| The Fall \| 2385 \| \| \| Una McCormack \| The Crimson Shadow \| Sep. 2013 \| The Fall \| 2 \| Der karminrote Schatten \| Okt. 2015 \| The Fall \| 2385 \| \| \| David Alan Mack \| A Ceremony of Losses \| Okt. 2013 \| The Fall \| 3 \| Auf verlorenem Posten \| Nov. 2015 \| The Fall \| 2385 \| \| \| James Swallow \| The Poisoned Chalice \| Nov. 2013 \| The Fall \| 4 \| Der Giftbecher \| Dez. 2015 \| The Fall \| 2385 \| \| \| Dayton Ward \| Peaceable Kingdoms \| Dez. 2013 \| The Fall \| 5 \| Königreiche des Friedens \| Jan. 2016 \| The Fall \| 2385 \| \| \| David Alan Mack \| Disavowed \| Okt. 2014 \| Section 31 \| \| Verleugnet \| Dez. 2016 \| Sektion 31 \| 2386 \| \| \| John Jackson Miller \| Hell’s Heart \| Okt. 2016 \| Prey \| 1 \| Das Herz der Hölle \| Juli 2018 \| Prey \| 2386 \| \| \| John Jackson Miller \| The Jackal’s Trick \| Nov. 2016 \| Prey \| 2 \| Der Trick des Schakals \| Aug. 2018 \| Prey \| 2386 \| \| \| John Jackson Miller \| The Hall of Heroes \| Dez. 2016 \| Prey \| 3 \| Die Halle der Helden \| Sep. 2018 \| Prey \| 2386 \| \| \| David Alan Mack \| Control \| Mai 2017 \| Section 31 \| \| Kontrolle \| Sep. 2019 \| Sektion 31 \| 2386 \| \| \| Dayton Ward \| Moments Asunder \| Sep. 2021 \| Coda \| 1 \| Zeit in Scherben \| Okt. 2022 \| Coda \| 2387 \| \| \| James Swallow \| The Ashes of Tomorrow \| Okt. 2021 \| Coda \| 2 \| Die Asche von morgen \| Nov. 2022 \| Coda \| 2387 \| \| \| David Alan Mack \| Oblivion's Gate \| Nov. 2021 \| Coda \| 3 \| Tor des Vergessens \| Dez. 2022 \| Coda \| 2387 \| \| |                             |                             |                             |     |                            |            |             |                   |                 |
| Sprache | Englisch                    | Englisch                    | Englisch                    |     | Deutsch                    | Deutsch    | Deutsch     |                   |                 |
| Verlag | Pocket Books, Gallery Books | Pocket Books, Gallery Books | Pocket Books, Gallery Books |     | Cross Cult                 | Cross Cult | Cross Cult  |                   |                 |
| Autor | Titel                       | Veröff.                     | Miniserie                   | NiM | Titel                      | Veröff.    | Miniserie   | Jahr der Handlung | Bemerkung       |
| Keith R. A. DeCandido | Articles of the Federation  | Mai 2005                    |                             |     | Die Gesetze der Föderation | Juni 2010  |             | 2380              |                 |
| David Alan Mack | Gods of Night               | Sep. 2008                   | Destiny                     | 1   | Götter der Nacht           | Juni 2010  | Destiny     | 2381              |                 |
| David Alan Mack | Mere Mortals                | Okt. 2008                   | Destiny                     | 2   | Gewöhnliche Sterbliche     | Juli 2010  | Destiny     | 2381              |                 |
| David Alan Mack | Lost Souls                  | Nov. 2008                   | Destiny                     | 3   | Verlorene Seelen           | Okt. 2010  | Destiny     | 2381              |                 |
| Keith R. A. DeCandido | A Singular Destiny          | Jan. 2009                   |                             |     | Einzelschicksale           | Okt. 2010  |             | 2381              |                 |
| David Alan Mack | Zero Sum Game               | Okt. 2010                   | Typhon Pact                 | 1   | Nullsummenspiel            | Juni 2013  | Typhon Pact | 2382              |                 |
| Michael A. Martin | Seize the Fire              | Nov. 2010                   | Typhon Pact                 | 2   | Feuer                      | Juli 2013  | Typhon Pact | 2381/82           |                 |
| David R. George III. | Rough Beasts of Empire      | Dez. 2010                   | Typhon Pact                 | 3   | Bestien                    | Aug. 2013  | Typhon Pact | 2381/82           |                 |
| Dayton Ward | Paths of Disharmony         | Jan. 2011                   | Typhon Pact                 | 4   | Zwietracht                 | Sep. 2013  | Typhon Pact | 2382              |                 |
| Christopher L. Bennett | The Struggle Within         | Okt. 2011                   | Typhon Pact                 |     | Kampf                      | Okt. 2013  | Typhon Pact | 2382              | Nur als E-Book. |
| David R. George III. | Plagues of Night            | Mai 2012                    | Typhon Pact                 | 5   | Heimsuchung                | März 2014  | Typhon Pact | 2382/83           |                 |
| David R. George III. | Raise the Dawn              | Juni 2012                   | Typhon Pact                 | 6   | Schatten                   | Apr. 2014  | Typhon Pact | 2383              |                 |
| Una McCormack | Brinkmanship                | Sep. 2012                   | Typhon Pact                 | 7   | Risiko                     | Sep. 2014  | Typhon Pact | 2383              |                 |
| David R. George III. | Revelations and Dust        | Aug. 2013                   | The Fall                    | 1   | Erkenntnisse aus Ruinen    | Sep. 2015  | The Fall    | 2385              |                 |
| Una McCormack | The Crimson Shadow          | Sep. 2013                   | The Fall                    | 2   | Der karminrote Schatten    | Okt. 2015  | The Fall    | 2385              |                 |
| David Alan Mack | A Ceremony of Losses        | Okt. 2013                   | The Fall                    | 3   | Auf verlorenem Posten      | Nov. 2015  | The Fall    | 2385              |                 |
| James Swallow | The Poisoned Chalice        | Nov. 2013                   | The Fall                    | 4   | Der Giftbecher             | Dez. 2015  | The Fall    | 2385              |                 |
| Dayton Ward | Peaceable Kingdoms          | Dez. 2013                   | The Fall                    | 5   | Königreiche des Friedens   | Jan. 2016  | The Fall    | 2385              |                 |
| David Alan Mack | Disavowed                   | Okt. 2014                   | Section 31                  |     | Verleugnet                 | Dez. 2016  | Sektion 31  | 2386              |                 |
| John Jackson Miller | Hell’s Heart                | Okt. 2016                   | Prey                        | 1   | Das Herz der Hölle         | Juli 2018  | Prey        | 2386              |                 |
| John Jackson Miller | The Jackal’s Trick          | Nov. 2016                   | Prey                        | 2   | Der Trick des Schakals     | Aug. 2018  | Prey        | 2386              |                 |
| John Jackson Miller | The Hall of Heroes          | Dez. 2016                   | Prey                        | 3   | Die Halle der Helden       | Sep. 2018  | Prey        | 2386              |                 |
| David Alan Mack | Control                     | Mai 2017                    | Section 31                  |     | Kontrolle                  | Sep. 2019  | Sektion 31  | 2386              |                 |
| Dayton Ward | Moments Asunder             | Sep. 2021                   | Coda                        | 1   | Zeit in Scherben           | Okt. 2022  | Coda        | 2387              |                 |
| James Swallow | The Ashes of Tomorrow       | Okt. 2021                   | Coda                        | 2   | Die Asche von morgen       | Nov. 2022  | Coda        | 2387              |                 |
| David Alan Mack | Oblivion's Gate             | Nov. 2021                   | Coda                        | 3   | Tor des Vergessens         | Dez. 2022  | Coda        | 2387              |                 |

## Handlung

### Vorgeschichte
Im Jahr 2379 lässt Shinzon, der ein Klon von Jean-Luc Picard ist, einen Großteil der Regierung des Romulanischen Sternenimperiums ermorden, um damit sich und den Remanern, einer von der Regierung lange unterdrückten romulanischen Kaste, zu mehr Macht zu verhelfen. Auch mit Hilfe der romulanischen Opposition vereitelt die Enterprise-E, dass Shinzon zwecks Ausdehnung der romulanischen Herrschaft die Erde zerstört und das Föderationsgebiet erobert; Shinzon stirbt (siehe auch Hauptartikel: Star Trek: Nemesis).

### Spaltung des romulanischen Reichs
Im Jahr 2380 spaltet sich der Imperiale Romulanische Staat, der von der Romulanerin Donatra angeführt wird, vom Romulanischen Sternenimperium ab. Für das von Prätorin Tal’Aura geführte Sternenimperium stellt die Spaltung eine Schwächung seiner Macht dar, zu deren Kompensation es später den Typhon-Pakt mitgründet. Hingegen steht der Imperiale Romulanische Staat politisch der Föderation nahe.
Auch unter diplomatischer Einwirkung der Föderation erklärt sich das Klingonische Imperium dazu bereit, den bis dahin auf einem Gefängnisplaneten lebenden Remanern einen klingonischen Planeten zur Verfügung zu stellen, auf dem die Remaner unter klingonischem Protektorat ein freies und selbstbestimmtes Leben führen können.
Die Spaltung des romulanischen Reichs währt nicht lange. Nachdem Tal’Aura ihre Gegnerin im Rahmen einer Intrige ins Gefängnis hat sperren lassen, wo Donatra anschließend Selbstmord begeht, wird der Imperiale Romulanische Staat Anfang 2382 wieder dem Sternenimperium eingegliedert.

### Borg-Krise und Vernichtungsfeldzug
2380 kommt es erneut zur Konfrontation der Borg mit der Föderation. Dabei wird Captain Picard vorübergehend wieder von den Borg assimiliert. Ein vom Kollektiv getrennter Kubus zielt im selben Jahr darauf ab, Seven of Nine und Picard dauerhaft in ihr Kollektiv zu assimilieren. Dazu drohen die Borg auf diesem Kubus, die von der kürzlich zur Borg-Königin assimilierten Admiralin Kathryn Janeway angeführt werden, mit der Vernichtung der Erde. Der Kubus ist weiter als die anderen Borg entwickelt und ist nicht nur zur Assimilation fähig, sondern auch zur Absorption, mittels derer der Kubus etwa den Planeten Pluto vernichtet. Durch die Abwehrbemühungen von Enterprise und Seven of Nine scheitert das Vorhaben des Kubus, Janeway stirbt.
Anfang des Jahres 2381 fallen die Borg mit Tausenden Kuben durch Subraumtunnel, die einst von der Spezies Caeliar erschaffen worden waren, in Alpha- und Beta-Quadrant ein. Ihr Ziel ist nicht mehr Assimilation, sondern Vernichtung. Binnen weniger Wochen vernichten und verwüsten die Borg etliche Planeten, Raumstationen und Raumschiffe; über 63 Milliarden Wesen sterben auf Seiten der Angegriffenen. Schließlich werden alle Borg durch die Caeliar vernichtet, eine friedliebende Spezies, die ebenfalls über ein Kollektivbewusstsein verfügt. In einer Rückblende erfährt der Leser, dass die Borg als Spezies vor vielen Jahren entstand, weil sich durch eine Verkettung unglücklicher Umstände die negativen Eigenschaften von Caeliar und Menschen vermischten.

### Konflikt mit dem Typhon-Pakt
Während die Mächte des Alpha- und Beta-Quadranten von der Vernichtung durch die Borg bedroht sind, schließen sich sechs Mächte, die in jenen Quadranten beheimatet sind, 2381 zum sog. „Typhon-Pakt“ zusammen. Sie tun dies aus dem Wunsch heraus, sich im Kampf gegen die Borg zu verbünden, ohne sich dazu der Föderation anschließen zu müssen. Bei den sechs Mächten bzw. Staaten handelt es sich um das Romulanische Sternenimperium, die Breen-Konföderation, die Tzenkethi-Koalition, die Gorn-Hegemonie, die Tholianische Versammlung und den Heiligen Orden der Kinshaya. Namensvorbild für den Pakt ist die Weltraumregion „Typhon-Ausdehnung“.
Die sechs Mächte waren schon vor der Gründung des Typhon-Paktes überwiegend keine Freunde der Föderation. Weil sich die Föderation und das ihr verbündete Klingonische Reich durch den Typhon-Pakt bedroht sehen, und um dem Typhon-Pakt gegenüber eine stärkere Opposition zu bilden, weiten die beiden Alliierten das zwischen ihnen bestehende Khitomer-Friedensabkommen noch 2381 auch auf andere Mächte aus. Dazu gehören der Imperiale Romulanische Staat, die Ferengi-Allianz, die Talarianische Republik und die Cardassianische Union.
Die Mächte des Typhon-Paktes nutzen ihr Bündnis dazu, zwecks Erhöhung ihrer militärischen Stärke gegenseitig von technologischen Errungenschaften zu profitieren. Das Romulanische Sternenimperium etwa teilt das bislang streng geheim gehaltene Wissen um die Tarnvorrichtung seiner Raumschiffe mit den anderen Mitgliedern des Paktes. Des Weiteren spionieren Agenten des Typhon-Pakts die Föderation aus und stehlen Konstruktionsunterlagen für den neuartigen Slipstream-Antrieb aus Föderationsbesitz.
Die Tholianer schwächen die Föderation, indem sie per Geheimnisverrat und durch Säen von Zwietracht zwischen Andorianern und Föderationsregierung mit dafür sorgen, dass Andor, ein Gründungsmitglied der Föderation, 2382 aus der Föderation austritt. Die Tzenkethi sorgen mit einer eigenen Intrige dafür, dass der Typhon-Pakt ggü. den Khitomer-Mächten gestärkt wird: Dazu lassen sie Tal’Aura, die Anführerin der eben erst wiedervereinten beiden romulanischen Staaten, ermorden und durch die ihrer Strategie besser entsprechende Romulanerin Kamemor ersetzen.

## Interpretation
Der Romanautor David R. George III. sagte in einem Interview, dass die Rivalität zwischen den Khitomer-Mächten (inklusive der Föderation) und dem Typhon-Pakt es den Autoren erlaube, die heutigen politischen und gesellschaftlichen Probleme in einer futuristischen Umgebung zu erforschen. Dabei verglich er diese machtpolitische Konstellation mit dem Verhältnis zwischen den realen, gegnerischen Organisationen NATO und Warschauer Pakt. Unter anderem in Nachworten zu den Romanen wurde die Rivalität als „Kalter Krieg“ bezeichnet.
Für den Roman Kampf aus der Miniserie Typhon Pact ließ sich Autor Christopher L. Bennett auch durch die Widerstandsbewegung inspirieren, die an der Revolution in Ägypten 2011 beteiligt war.

## Weitere Inhaltsangaben
Dieser Abschnitt enthält Inhaltsangaben zu Romanen, die in keiner bestimmten Hauptreihe oder Miniserie erschienen.

### Die Gesetze der Föderation
Der Roman baut neben Nemesis auch auf dem Roman Eine neue Ära aus der Reihe Titan auf sowie auf der 9-teiligen, noch nicht auf Deutsch erschienenen Romanreihe A Time to... Er spielt im Jahr 2380 und erzählt von der Arbeit der kürzlich neu ins Amt gewählten, menschlichen Föderationspräsidentin Nanietta Bacco und ihrer Stabschefin Esperanza Piñiero. Nachdem Riker diplomatisch erreicht hatte, dass die Remaner Protektoratsstatus unter dem klingonischen Imperium erhalten, steuert eine 29-köpfige Gruppe Remaner, die sowohl von ihren Artgenossen als auch von den Romulanern verfolgt werden, mit ihrem Raumschiff einen Föderationsaußenposten an und bitten die Föderation um Asyl. Nach Gesprächen mit Föderationsvertretern unternehmen die Remaner einen Kamikazeflug gegen den Außenposten, wobei sie und drei Föderationsmitglieder sterben. Im weiteren Handlungsverlauf weisen die Klingonen den anderen Remanern den Planeten Klorgat IV als neues Siedlungsgebiet zu. Nachdem sie dort angekommen sind, explodiert einer der Monde des Planeten, weshalb es zu Untersuchungen über einen möglichen Terroranschlag kommt. Ein anderer Handlungsstrang des Romans erzählt von den Bemühungen Baccos, diplomatische Beziehungen mit der Spezies Trinni/ek herzustellen. Bei einem Staatsbankett auf der Erde kommt es zum Eklat, als die Trinni/ek wutentbrannt den Veranstaltungsort verlassen. Bacco organisiert ein weiteres Treffen mit einigen Vertretern der Spezies. In anderen Handlungssträngen geht es etwa um den plötzlichen Tod eines von Baccos Amtsvorgängern und um eine juristische Auseinandersetzung um die Frage, ob der Android B-4 zu Studienzwecken demontiert werden darf. Des Weiteren findet Bacco heraus, dass ihr Amtsvorgänger Min Zife nicht freiwillig zurückgetreten ist, sondern von Admiral Ross dazu gezwungen wurde, um Zifes Fehler geheim zu halten. Aus diesem Grund erreicht Bacco per Erpressung, dass Ross zurücktritt und die Angelegenheit nicht öffentlich wird.

### Einzelschicksale
Der Roman spielt zwei Monate nach dem Ende der Destiny-Trilogie. Der auf dem Mars tätige und früher als Berater der Föderationspräsidentin tätige Professor Sonek Pran wird von der aktuellen Föderationspräsidentin Bacco engagiert, damit er in einem Streit zwischen den beiden Fraktionen der Romulaner vermittelt. Diese beiden Fraktionen sind das Romulanische Sternenimperium, geführt durch Praetorin Tal’Aura auf Romulus, und der Imperiale Romulanische Staat, geleitet durch Imperatorin Donatra auf dem Planeten Achernar Prime. Der Versuch von Dax und Pran, Tal’Aura davon zu überzeugen, dass sie sich von Donatra mit Lebensmitteln für ihr Volk helfen lässt, scheitert aber; Tal’Aura beendet auch die Beziehungen zur Föderation. Pran entdeckt während seiner Mission Zusammenhänge zwischen bestimmten merkwürdigen Ereignissen. Zu diesen Vorkommnissen gehört, dass eine der Dilithium-Minen der Föderation lahmgelegt wurde und dass auf dem Föderationsplaneten Capella eine Raffinerie explodiert ist, sowie der Angriff einer kleinen, von Raumschiffen der Kinshaya angeführten Flotte gegen klingonische Planeten, wobei Martoks Sohn stirbt. Eigenmächtig Nachforschungen diesbezüglich anstellend, entdeckt Pran mit einigen Helfern von der Aventine, dass die weibliche Ferengi Sekki für diese Vorfälle mitverantwortlich ist, die offensichtlich dafür bezahlt wurde. Sie finden sie auf dem Planeten Thalezra ermordet vor. Bei ihrer Leiche entdecken sie Edelsteine, in denen „Typhon-Pakt“ eingraviert ist. Es stellt sich nun heraus, dass es sich beim Typhon-Pakt um einen neuen, in der Typhon-Ausdehnung gegründeten Zusammenschluss von sechs Mächten handelt, bei denen es sich um das Romulanische Sternenimperium, die Tholianer, die Gorn, die Breen, die Tzenkethi, die Kinshaya und die Gorn-Versammlung handelt. Der Botschafter der Gorn macht gegenüber Bacco deutlich, dass sie persönlich mit ihrer Entscheidung, die Gorn nicht zu einem Verbündeten im Kampf gegen die Borg zu machen, dafür verantwortlich sei, dass die Gorn schutzlos den Borg ausgeliefert gewesen seien und sich deshalb dem Typhon-Pakt anschlossen.